# Haukadalur (Bláskógabyggð)
Haukadalur (Haviksdal) is een dal in het zuiden van IJsland in de gemeente Blásksógabyggð. Een aantal kilometers naar het zuiden ligt het Laugarvatn en even naar het oosten ligt de Gullfoss. Het dal is het meest bekend om de aanwezigheid van een geothermaal gebied waar geisers liggen. De bekendste zijn Geysir en Strokkur. Behalve deze geisers zijn er meerdere bezienswaardigheden. Opvallend is de rood gekleurde heuvel Laugarfell van ryoliet met aan zijn oostelijke voet het warmebronnen gebied.
Het Haukadalur wordt in geschreven IJslandse bronnen voor het eerst in 1294 genoemd toen er na een serie aardbevingen warme bronnen geactiveerd werden. Geisers werden er echter niet in genoemd. 
Het geothermale gebied is ongeveer 6 km² groot en tot 4 kilometer naar het noorden komen nog warme bronnen voor. Het meest interessante deel met de warme bronnen, geisers en modderpotten ligt in een gebied van 3 km² langs een paar honderd meter brede in een NNO-ZZW georiënteerde aardscheur. Het meest actieve gebied heet Þykkvuhverir.

## Bezienswaardigheden
Behalve de Geysir en Strokkur liggen er in het warmebronnen gebied meer dan 40 interessante bezienswaardigheden, zoals:

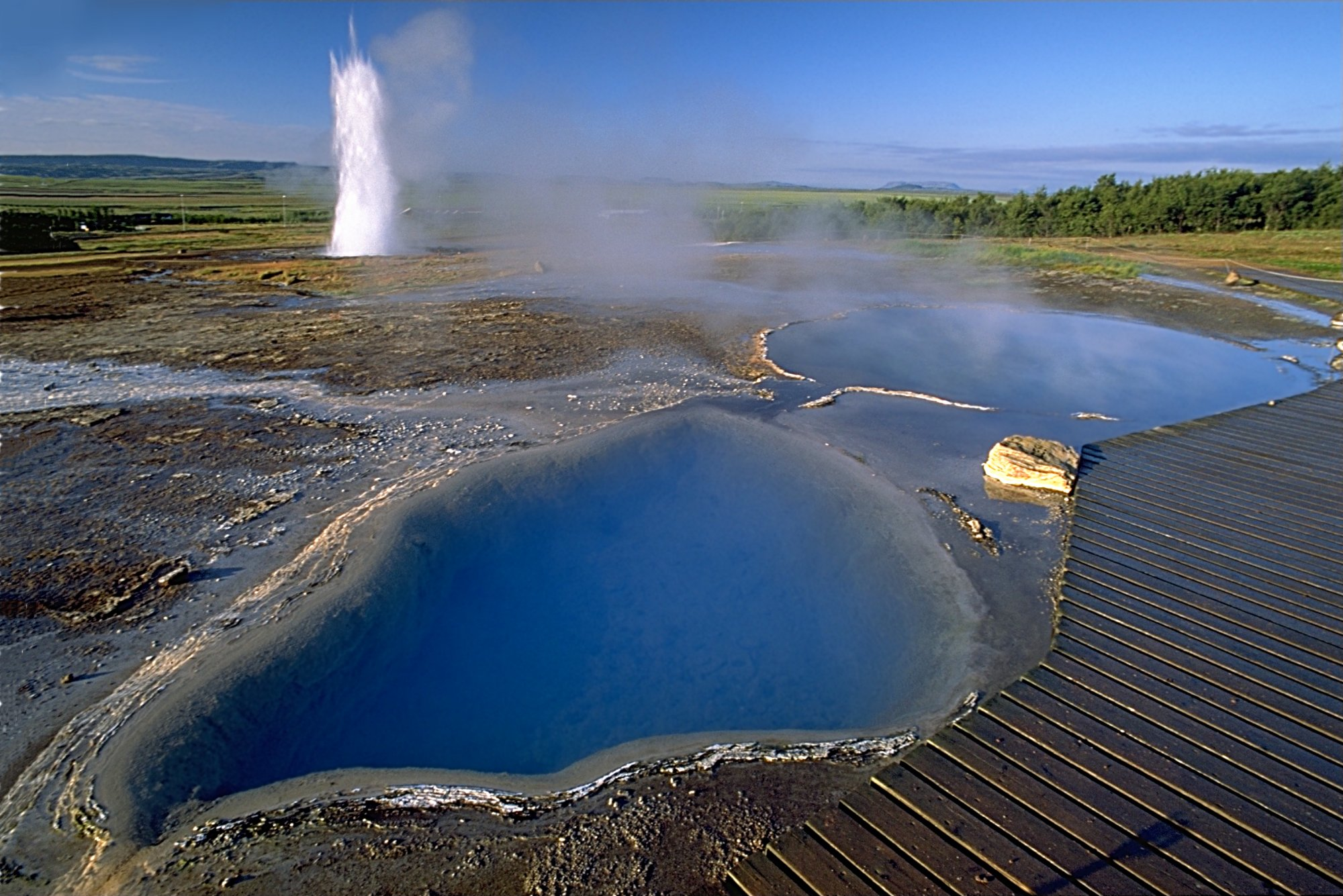
Blesi met de Strokkur op de achtergrond.

- Blesi- deze warme bron bestaat uit twee naast elkaar gelegen bronnen die, ondanks dat ze met elkaar verbonden zijn, totaal verschillend zijn. De westelijk gelegen bron is gevuld met zeer heet helder water, terwijl de oostelijke door silicaten veroorzaakt diep blauw gekleurd water van ongeveer 45 graden bevat.
- Fata – deze warme bron niet ver van Blesi was vroeger een geiser.
- Haihver – deze Hoge bron is de hoogst gelegen warmwaterbron van het gebied.
- Konungshver – de Koningsbron is een van de grootste warmwaterbronnen in dit gebied. Het was vroeger een bron met geiseractiviteit, maar doordat men vroeger stenen in de bron gooiden om hem te activeren, is hij inactief geworden.
- Litli Geysir – de kleine Geysir is een niet meer actieve geiser. In 1855 en 1871 was dit, naast de Geysir en de Strokkur, de meest actieve geiser. De waterkolom spoot als een fraaie fontein tot 9 meter hoog.
- Litli Strokkur – de kleine Strokkur kon na aardbevingen actief zijn, maar is dat nu niet meer.
- Óþerrishola – de Regenmaker is een kleine geiser die niet erg actief is. De grootste activiteit wordt gezien als de (atmosferische) luchtdruk laag is.
- Seyðirinn– De koker is een geiser die niet meer actief is.
- Sísjóðandi – de Eeuwige koker is de grootse  continue kokende modderpot van het gebied.
- Smiður –  de Smid is een kokende waterbron zonder geiseractiviteit. De bron werd in 1907 door een houthakker (trésmiður in het IJslands) gegraven vlak voor het bezoek van de Deense koning Frederik VIII aan Haukadalur. Als de bron met zeep wordt behandeld krijgt het geiseractiviteit, net als een iets verder naar het zuiden gelegen kokende bron.
- Sóði – de Vieze is een niet actieve geiser. Hij spoot in 1940 voor het eerst en kan alleen met zeep geactiveerd worden. Dan spuit hij de waterkolom tot 40 meter hoog.
- Stjarna – Ster is een geiser die na zijn ontstaan in 1896 vrij snel weer verdween.
- Þvottahver – Wasbron.
- Þykkvuhverir– de Plakkerige bronnen liggen in het zuidelijke deel van het warmebronnen gebied en bestaat uit meerdere kokende modderpotten. In de warme grond werd vroeger brood gebakken.
- Vigdísarhver – is een oranje-bruine modderpot die naar IJslands eerste vrouwelijke president Vigdís Finnbogadóttir is vernoemd.

## Trivia
Op IJsland zijn er nog twee andere dalen die Haukadalur heten. Het ene ligt in de Westfjorden, het andere niet ver van Búðardalur.